# ناشر (حرفة)

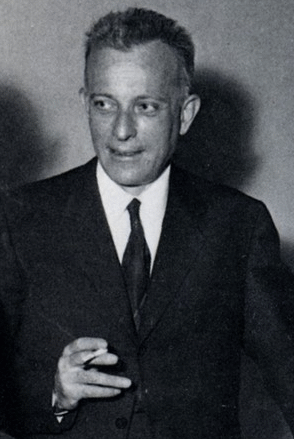

الناشر هو شخص أو مؤسسة مسؤولة عن دار نشر للكتب أو المجلات أو الصحف أو النوتات الموسيقية أو التقاويم أو غيرها من المنتجات الإعلامية (مثل الأقراص المدمجة وأقراص الفيديو الرقمية والوسائط عبر الإنترنت والبرامج والألعاب وما إلى ذلك). ويتولى الناشر المسؤولية إما كرائد أعمال أو كمدير تنفيذي مُعيَّن. ويتخذ الناشر القرار النهائي بشأن الاستثمارات التي ستُوظَف في المنشورات، ليس فقط لإنتاج الوسائط، بل أيضًا  لتسويقها، وهو ما يلتزم به في عقد النشر مع المؤلف أو صاحب الحقوق ويسعى إلى تحقيقه. يتحمل الناشر المسؤولية المالية ويضع المبادئ التوجيهية للتحرير والإنتاج والتوزيع، وكذلك للمحتوى، وهو ما اشتكى منه المؤلفون منذ القرن السادس عشر (مثل مارتن كروسيوس الذي كتب في يومياته عام 1593 بأسف: "من المؤسف أننا مضطرون للخضوع للناشرين").
وتعد صناعة نشر الكتب الأكبر بين صناعات إنتاج المحتوى الثقافي والإعلامي والترفيهي في العالم، فبحسب تقرير صادر لاتحاد الناشرين الدوليين عام 2012، قد تفوقت هذه الصناعة على قطاع صناعة الأفلام والموسيقى عالمياً؛ حيث بلغ حجم صناعة نشر الكتب، بمختلف أشكالها، 151 مليار دولار أميركي، مقابل 133 مليار دولار لقطاع الأفلام والترفيه.

## ومن أهم الناشرين العرب
1. منير البعلبكي
2. محب الدين الخطيب
3. الحبيب اللمسي
4. عبد القادر البكار